# Station Colomiers-Lycée International
Station Colomiers-Lycée International is een spoorwegstation in de Franse gemeente Colomiers. Het wordt bediend door treinen van de TER Occitanie op de verbinding Toulouse - Auch.